# Poromera fordii
Poromera fordii – gatunek jaszczurki z rodziny jaszczurkowatych (Lacertidae); jedyny przedstawiciel rodzaju Poromera. Występuje w Afryce Środkowej. Nie jest zagrożony wyginięciem.

## Występowanie
Gatunek ten zamieszkuje Kamerun, Gabon, Kongo, Demokratyczną Republikę Konga, Gwineę Równikową (w tym wyspę Bioko) oraz Republikę Środkowoafrykańską. Zamieszkuje obszary bagniste w obrębie lasów tropikalnych; stwierdzany także w lasach wtórnych.